# Бегларян, Константин Николаевич
Константин Николаевич Бегларян (1934) — советский футболист, нападающий. Тренер.
Выступал за команды класса «Б» (1953—1959), класса «А» / первой группы класса «А» (1960—1963), класса «Б» (1964—1965) «Динамо» Ереван (1953), «Спартак»/«Арарат» Ереван (1954, 1958—1963), ОДО/СКВО Тбилиси (1955—1957), «Лори» Кировакан (1964—1965). В чемпионате СССР провёл 112 матчей, забил 12 голов.
Работал тренером в ереванской Республиканской футбольной школе.